# Bislett Games 2013
Navigation
Édition précédente Édition suivante
Les Bislett Games 2013 sont la 89e édition des Bislett Games qui ont eu lieu le 13 juin 2013 au Bislett stadion d'Oslo, en Norvège. Le meeting constitue la sixième étape de la Ligue de diamant 2013.

## Résultats

### Hommes
| Épreuve           | Vainqueur                       | Second                            | Troisième                      |
| ----------------- | ------------------------------- | --------------------------------- | ------------------------------ |
| 200 m             | Usain Bolt 19 s 79 (WL, MR)     | Jaysuma Saidy Ndure 20 s 36 (SB)  | James Ellington 20 s 55        |
| 400 m             | Youssef Al-Masrahi 45 s 33      | Ramon Miller 45 s 58 (SB)         | Nigel Levine 45 s 63           |
| Mile              | Ayanleh Souleiman 3 min 50 s 53 | Nixon Chepseba 3 min 50 s 95 (PB) | James Magut 3 min 51 s 11 (SB) |
| 3 000 m steeple   | Conseslus Kipruto 8 min 04 s 48 | Ezekiel Kemboi 8 min 07 s 00 (SB) | Hillary Yego 8 min 09 s 01     |
| Lancer du disque  | Gerd Kanter 65,52 m (SB)        | Ehsan Hadadi 64,63 m              | Robert Urbanek 64,58 m         |
| Lancer du javelot | Vítězslav Veselý 85,96 m        | Tero Pitkämäki 84,74 m            | Thomas Röhler 82,83 m          |

### Femmes
| Épreuve          | Vainqueur                               | Seconde                            | Troisième                          |
| ---------------- | --------------------------------------- | ---------------------------------- | ---------------------------------- |
| 100 m            | Ivet Lalova 11 s 04 (SB)                | Murielle Ahouré 11 s 05 (SB)       | Mariya Ryemyen 11 s 07             |
| 800 m            | Ekaterina Poistogova 1 min 59 s 39 (SB) | Nataliya Lupu 1 min 59 s 59 (SB)   | Janeth Jepkosgei 2 min 00 s 09     |
| 5 000 m          | Meseret Defar 14 min 26 s 90 (WL)       | Viola Kibiwott 14 min 33 s 48 (PB) | Genzebe Dibaba 14 min 37 s 69 (SB) |
| 100 m haies      | Tiffany Porter 12 s 76                  | Sara Aerts 12 s 95 (SB)            | Beate Schrott 12 s 97 (SB)         |
| 400 m haies      | Zuzana Hejnová 53 s 60 (SB)             | Perri Shakes-Drayton 54 s 03 (SB)  | Dalilah Muhammad 54 s 33 (PB)      |
| Saut en longueur | Shara Proctor 6,89 m                    | Éloyse Lesueur 6,68 m              | Yelena Sokolova 6,65 m             |
| Saut en hauteur  | Svetlana Shkolina 1,97 m                | Emma Green Tregaro 1,95 m (SB)     | Anna Chicherova 1,95 m             |
| Triple saut      | Caterine Ibargüen 14,81 m               | Olha Saladukha 14,56 m             | Anna Pyatykh 14,16 m (SB)          |
| Saut à la perche | Silke Spiegelburg 4,65 m (SB)           | Nikoléta Kiriakopoúlou 4,60 m (SB) | Anna Rogowska 4,50 m (SB)          |
| Lancer du poids  | Christina Schwanitz 20,10 m             | Nadine Kleinert 18,17 m            | Natalia Ducó 18,00 m (SB)          |

## Légende
Records et Performances
- AR : Record continental (area record)
- CR : Record des championnats (championship record)
- MR : Record du meeting (meet record)
- NR : Record national (national record)
- OR : Record olympique (olympic record)
- PR : Record paralympique (paralympic record)
- PB : Record personnel (personal best)
- SB : Meilleure performance personnelle de la saison (season's best)
- WL : Meilleure performance mondiale de l'année (world leader)
- WJR : Record du monde junior (world junior record)
- WR : Record du monde (world record)

Circonstances et Conditions
- DNF : N'a pas terminé (did not finish)
- DNS : N'a pas pris le départ (did not start)
- DQ : Disqualification (disqualification)
- NM : Aucun essai valable enregistré (No Mark)
- Q : Qualifié « directement » au prochain tour (ou à la prochaine compétition), lors d'une compétition majeure, grâce au classement ou à la réalisation des minima (automatic qualifier)
- q : Qualifié au prochain tour (ou à la prochaine compétition), lors d'une compétition majeure, grâce au repêchage ou à la réalisation de l'une des meilleures performances parmi celles des « non qualifiés directement » (grâce au meilleur temps ou à la meilleure distance par exemple) (secondary qualifier)